# Bombshell Rocks
Bombshell Rocks est un groupe suédois de punk rock.

## Histoire
Le groupe est formé en 1995 avec le chanteur Mårten Cedergran, les guitaristes Richard Andersson et Sami Korhonen, le bassiste Mathias Lindh et le batteur Chrille Hermansson, et se produit sous son nom d'origine, Down and Out, avant de le changer en Bombshell Rocks.
Début 1996, Bombshell Rocks sort un EP sous la forme d'un mini album de six titres, Who's the Real Bastard. Pendant cette période, Thomas Falk devient le batteur du groupe et Christian Määttä le guitariste, après le départ de Chrille et Sami. En 1997, Bombshell Rocks sort un EP, Going Up Going Down, sur leur propre label Noiseline Rec. Sidekicks Records signe Bombshell Rocks l'année suivante et sort le mini-album Underground Radio.
En 1999, Bombshell Rocks sort son premier album, Street Art Gallery. Peu après ce premier album, Richard Andersson est remplacé par Ola Hjelmberg qui quitte le groupe. Pendant cette période, le plus grand label punk-rock suédois Burning Heart Records remarque leur son street punk influencé par Rancid et, peu de temps après, le groupe signe un contrat avec lui, ce qui se traduit par des sorties sur le label américain Epitaph et le label japonais JVC. Après une longue phase de tournée, notamment avec Millencolin, Dropkick Murphys, 59 Times the Pain, U.S. Bombs et bien d'autres en Europe, aux États-Unis et au Canada, le groupe entre en studio en 2000 pour prouver que son premier album n'était pas un coup d'essai.
Sur Cityrats And Alleycats, Bombshell Rocks continue son punk rock brut, rapide et très énergique, où le groupe travaille avec les mêmes artistes que pour Street Art Gallery : Mieszko Talarczyk (Nasum) et Mathias Färm (Millencolin) en tant qu'ingénieurs et producteurs. Des tournées et des premières parties de groupes tels que Blink-182, Millencolin et The Offspring suivent.
En 2002, ils enregistrent leur troisième album studio From Here and on,, au studio Tonteknik à Umeå, en Suède (où Refused a enregistré son classique The Shape of Punk to Come) et poursuivent sur la voie des hymnes punk rock à caractère politique. À cette époque, Ola Hjelmberg quitte le groupe, et le guitariste d'origine Richard Anderson revient. Mathias Lindh part également en 2002.
Lorsque Mårten Cedergran décide de se consacrer à une carrière de tatoueur et quitte le groupe en 2003, les guitaristes Christian Määttä et Richard Andersson reprennent le chant et le groupe continue à quatre. Bombshell Rocks sort ensuite l'EP Love fot he Microphone en 2004, puis l'album The Conclusion en 2005 sur le label finlandais Combatrock Industry, le label américain Sailorsgrave Records et le label britannique Household Name Rec. Le groupe effectue une tournée britannique du 24 au 30 avril 2006, puis sa première tournée au Japon en 2007 et 2008 à l'occasion de la sortie de cet album.
En 2012, le groupe annonce le retour de Mårten Cedergran dans le groupe, à nouveau en tant que chanteur et leader. Ils ont fait leur premier concert ensemble après une décennie au Millencolin 20 Year Festival à Örebro, en Suède. Le groupe a récemment annoncé sur son site web qu'il jouerait pour la première fois au Brésil en décembre 2013 et qu'un nouvel EP sortirait sur le label Pirates Press Records, basé à San Francisco. Le groupe sort ensuite un nouvel album en 2014 sur Burning Heart et Pirates Press Records intitulé Generation Tranquilized. Cette même année, ils sortent l'EP Scars and Tattoos. Puis en 2015, un autre vinyle intitulé This Time Around. En mai 2015, ils jouent au Punk Rock Bowling.

## Discographie

### Albums studio
- 1999 : Street Art Gallery
- 2001 : Cityrats And Alleycats
- 2003 : From Here and On
- 2005 : The Conclusion
- 2014 : Generation Tranquilized

### EP
- 1996 : Who's The Real Bastard
- 1997 : Going Up Going Down
- 1998 : Underground Radio
- 1999 : The Will the Message
- 2000 : Madhouse
- 2001 : Radio Control
- 2004 : Love for the Microphone
- 2014 : Scars and Tattoos (Pirates Press Records)
- 2014 : This Time Around (Burning Heart/Pirates Press)